# Kapel op de Bleidenberg
De Kapel op de Bleidenberg (Duits: die Kapelle auf dem Bleidenberg) is een op het hoogste punt van de Bleidenberg gelegen bedevaartskerk in de Duitse plaats Oberfell. De aan de Heilige Drievuldigheid gewijde kerk ligt aan de Jacobsweg, die zich langs de Moezel richting Trier strekt. De locatie van de kerk biedt uitzicht op de 50 meter lager gelegen burcht Thurant en het aan de overzijde van de rivier gelegen Eifelgebergte.

## Geschiedenis

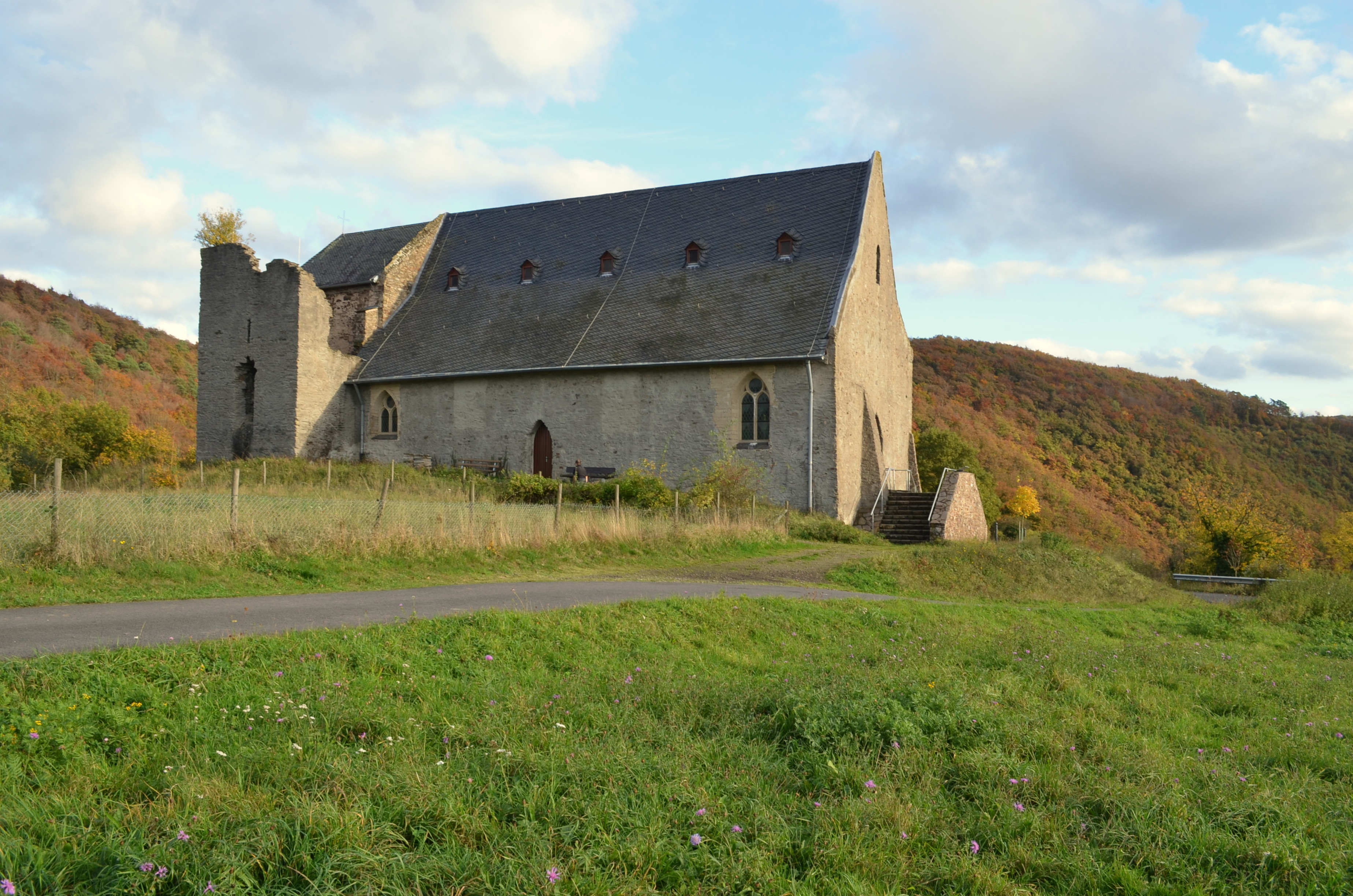
De kapel vanuit het noordwesten met torenruïne

De kerk komt voor het eerst in 1253 in de annalen voor. Oorspronkelijk betrof het een eenvoudige, aan de maagd Maria gewijde kapel. Het godshuis ontwikkelde zich tot een drukbezocht pelgrimsoord. Na een succesvolle belegering van de nabijgelegen burcht Thurant door de legers van de aartsbisschoppen van Trier en Keulen, liet de Trierse aartsbisschop Arnold II een drieschepige gotische kerk bouwen. Het zuidelijke zijkoor is van latere datum. Als laatste middeleeuwse toevoeging ontstond in de hoek tussen het noordelijk zijschip en het koor een toren, waarvan tegenwoordig slechts een ruïne resteert.  
Na berichten dat de aartsengel Michaël op de helling van de berg ter zijde van Alken zou zijn verschenen, werd op de plek van verschijning de Sint-Michaëlkerk gebouwd. Met het inmiddels weer versterkte katholieke geloof werd na 1648 vanaf deze Michaëlkerk een kruisweg van zeven staties langs een steil voetpad naar de bedevaartkerk toegevoegd. Zeven keer een knieval was in die tijd reeds een zeldzaamheid, want de meeste kruiswegen werden voorzien van twaalf of veertien staties. Ter afsluiting van de kruisweg verrees naast de bedevaartskerk een barokke kapel met een kruisigingsgroep. Ongeveer tegelijkertijd liet men aan de andere kant van de Bleidenberg, aan de zijde van Oberfell, eveneens een kruisweg aanleggen. Deze kruisweg werd in 1984 weer in ere hersteld. De barokke kapel werd in de 20e eeuw echter afgebroken.
Met de profanering van de kerk als gevolg van de secularisatie in 1803 trad het verval in. In 1856 werd het koor van het inmiddels dakloze kerkgebouw hersteld, zodat de bedevaartkerk ten minste gedeeltelijk weer in gebruik kon worden genomen. In de jaren 1963-1964 volgde een algehele renovatie van de kerk en werd er weer een nieuw dak geplaatst. Er is veel kritiek op de rigoureuze wijze waarop deze renovatie werd uitgevoerd. De kritiek betreft de onachtzame manier waarop men aan het historische bouwwerk veranderingen toepaste. Zo verwijderde men o.a het historische stucwerk voor het grootste deel, gebruikte men ter opvulling niet passende tufsteen en werd er in het kerkschip een betonnen vloer gelegd, waardoor binnen bodemonderzoek onmogelijk is geworden. In het koor werden zandstenen platen verlegd, waarbij een aantal geornamenteerde middeleeuwse vloertegels verdwenen. Een brand als gevolg van blikseminslag vernietigde in de jaren 1980 de laatste middeleeuwse decoratieve beschilderingen.

## Afbeeldingen

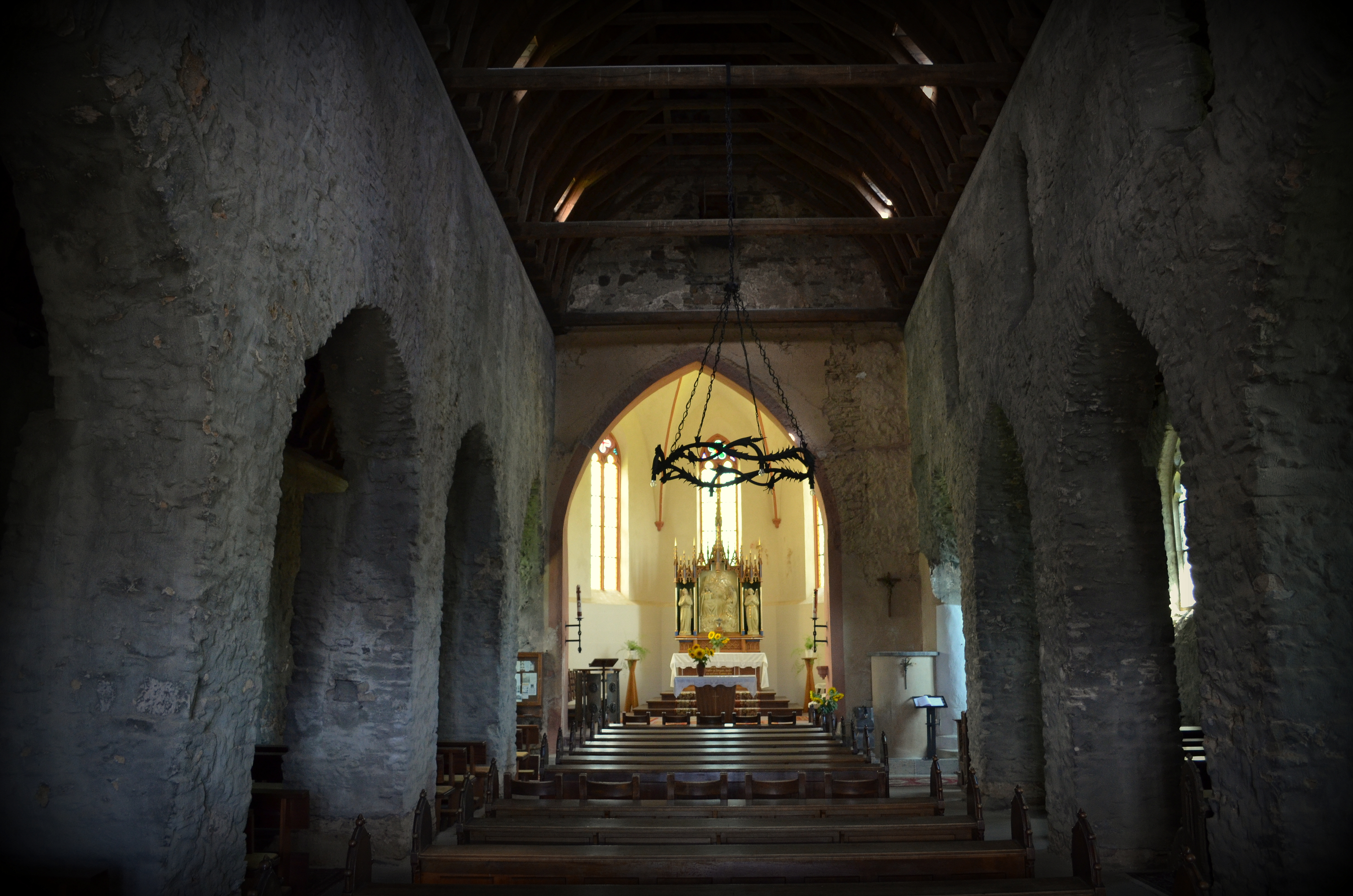
Interieur
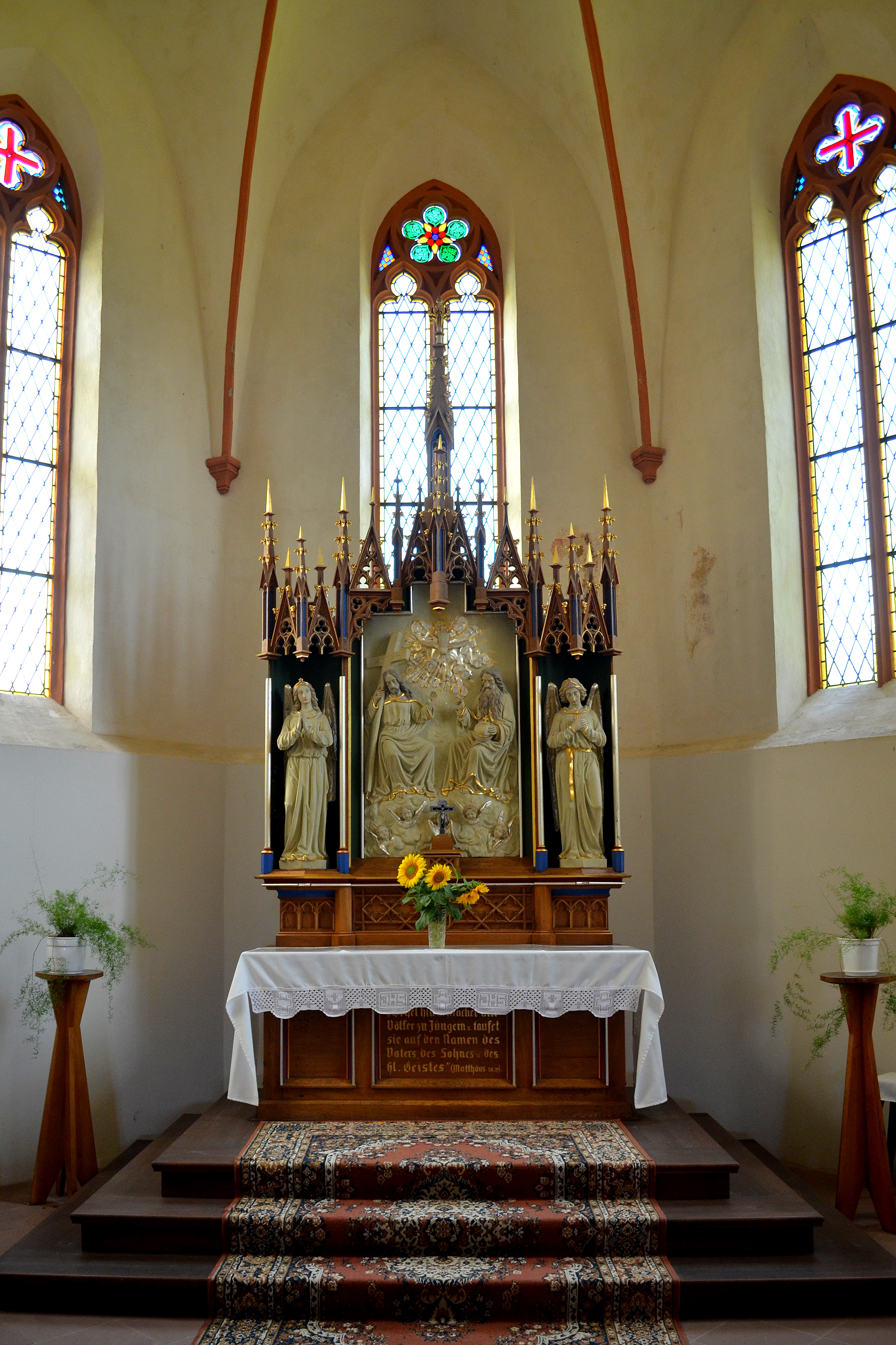
Altaar